# Ingolf Arnarson-statyn

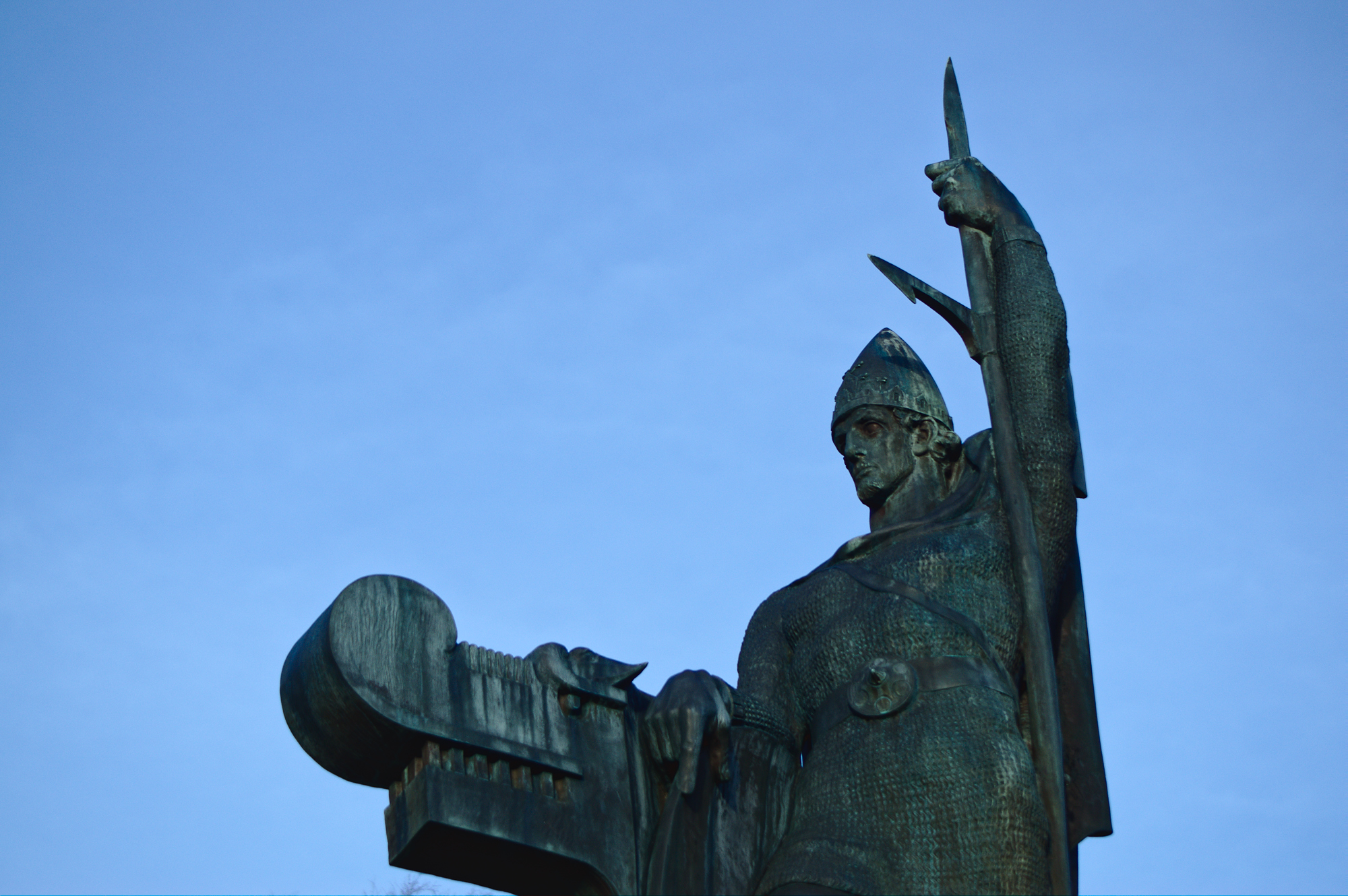
Ingolf Arnarson-statyn i Reykjavik

Ingolf Arnarson-statyn i Reykjavik är en staty utförd av Einar Jónsson, färdigställd 1907 och invigd 1924. Ingolf Arnarson var den förste skandinaven att bosätta sig på Island och är framställd beväpnad och i full rustning bredvid ett stort drakhuvud. Statyn är belägen i parken Arnarhóll i stadsdelen Miðborg. 

## Tillkomst
Enligt islänningasagorna reste Ingolf Arnarson från Norge till Island år 870 och blev den förste skandinaven att bosätta sig permanent på ön. Han ska även ha grundat och namngivit Reykjavik år 874.
Einar Jónsson hade gjort en mindre Ingolf Arnarson-skulptur under sin tid i Rom 1902–1903. Han fortsatte att arbeta på skulpturen i Köpenhamn och ställde ut den där under våren 1906. Under hösten 1906 var en isländsk delegation i Köpenhamn med syftet att beställa en bronsgjutning av Bertel Thorvaldsens Jason med det gyllene skinnet. I samband med detta föreslog en dansk tidning en Ingolf Arnarson-staty och tog upp Jónssons skulptur. Detta ledde till en insamling på Island och Jónsson tilldelades uppdraget. Skulpturen blev färdig 1907, men på grund av meningsskiljaktigheter invigdes den först den 24 februari 1924.
En kopia invigdes i Holmedal i Norge 1961.